# Franz Xaver Brandmayr

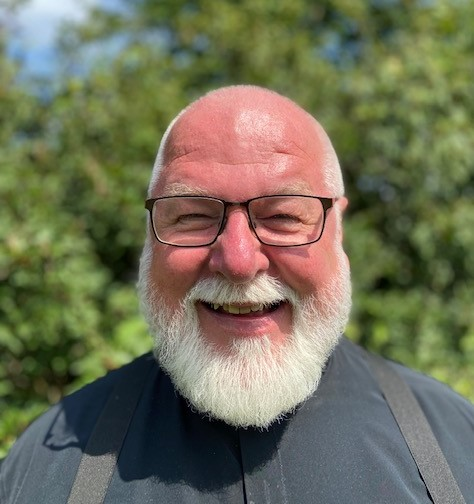
Franz Xaver Brandmayr (2020)

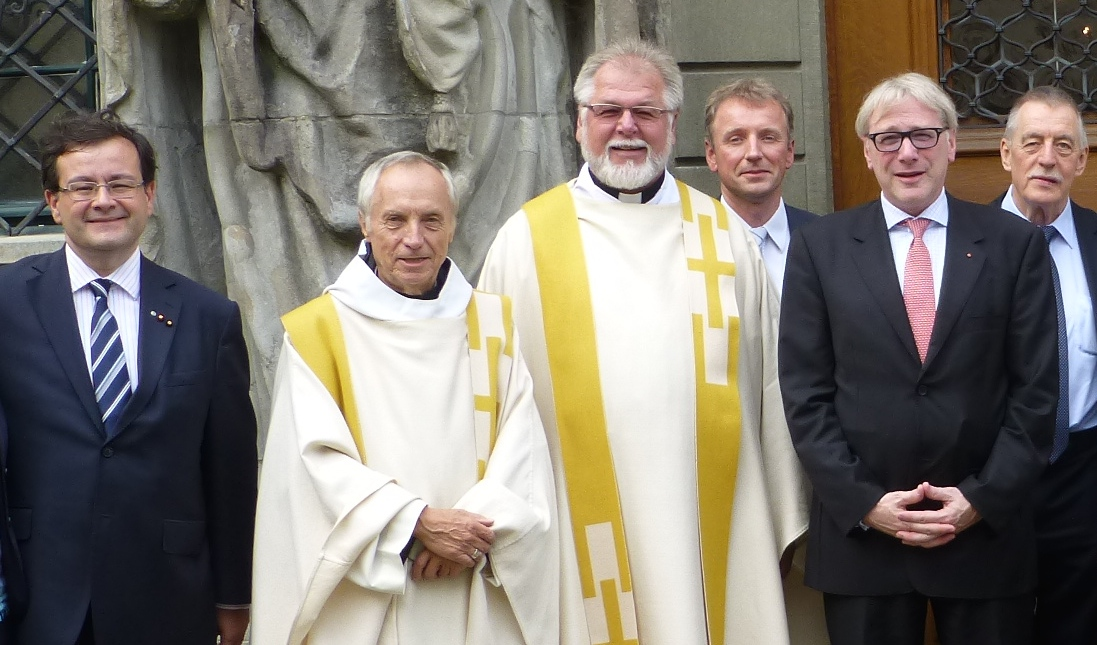
Treffen der Bruderschaft von Santa Maria dell’Anima (Animabruderschaft) in St. Gallen mit Rektor Franz Xaver Brandmayr und Abtprimas Notker Wolf OSB

Franz Xaver Brandmayr (* 11. März 1956 in Wels) ist ein römisch-katholischer Geistlicher. Von 2008 bis 2020 war er Rektor des Päpstlichen Instituts Santa Maria dell’Anima in Rom und zugleich von deren Bruderschaft. Seit September 2020 ist er Propst am Dom von Wiener Neustadt.

## Leben
Brandmayr wuchs als ältester von drei Söhnen einer Drogistenfamilie im oberösterreichischen Marchtrenk auf und besuchte das Kollegium Aloisianum der Jesuiten in Linz. Er studierte zunächst in Wien Rechtswissenschaften und trat nach dem Gerichtsjahr 1979 in den Jesuitenorden ein. Anschließend studierte er Philosophie und Theologie in München und Rom. 1986 empfing er in Wien die Priesterweihe durch Kardinal Franz König. Anschließend absolvierte er ein Lizenziats-Studium des Kanonischen Rechts in Rom. Auf seine Bitte hin wurde er im Mai 1993 aus dem Orden entlassen und war von Dezember 1993 bis Januar 2008 als Seelsorger in der Erzdiözese Wien in der Pfarre St. Gertrud/Währing sowie als Richter am Diözesan- und Metropolitangericht tätig.
Franz Xaver Brandmayr war als Leiter an mehreren Seligsprechungsprozessen, wie bei Pater Petrus Pavlicek und Hildegard Burjan beteiligt. Zudem war er bei der Organisation des Seligsprechungsprozesses von Kaiser Karl I. eingebunden und wirkt heute als Geistlicher Assistent der „Kaiser Karl-Gebetsliga für den Frieden der Völker“. Am 15. September 2005 bestellte ihn Kardinal Christoph Schönborn zum delegatus episcopalis für den Seligsprechungsprozess der Ordensgründerin Franziska Lechner.
Er war langjähriger Bundesseelsorger des Akademischen Bundes Katholisch-Österreichischer Landsmannschaften und ist Mitglied der K.A.V. Merkenstein Wien.
2007 wurde Brandmayr durch Papst Benedikt XVI. als Nachfolger von Johann Hörist zum Rektor des päpstlichen Priesterkollegs Santa Maria dell’Anima (Pontificio Istituto Teutonico Santa Maria dell' Anima) berufen. 2008 trat er sein Amt an; 2014 wurde seine Amtszeit um weitere sechs Jahre verlängert. Zugleich war er Rektor der Bruderschaft Santa Maria dell’Anima. Während seiner Amtszeit ließ er umfangreiche Restaurierungsarbeiten in Sakristei und Kolleg durchführen, vor allem aber die Innensanierung der Kirche Santa Maria dell’Anima. Zum 1. September 2020 folgte ihm Michael Max als Rektor nach. Brandmayr ist seit 1. September 2020 als Dompropst von Wiener Neustadt Nachfolger von Karl Pichelbauer. Seit dem Sommersemester 2022 wirkt Brandmayr an der Philosophisch-Theologischen Hochschule Benedikt XVI. als Dozent für Kanonisches Recht.
Er war mehrfach für Bischofsämter im Gespräch, wie in Salzburg (2014), Linz (2014) und Graz (2015).

## Ehrungen und Auszeichnungen
- 2006: Goldenes Ehrenzeichen für Verdienste um die Republik Österreich, überreicht durch Bundeskanzler Wolfgang Schüssel[9]
- 2013: Päpstlicher Ehrenkaplan (Monsignore)
- 2016: Titel Hofrat durch das Präsidium des Nationalrates in Vertretung des Bundespräsidenten (Sedisvakanz)[10]

## Schriften
- Ansprachen in der Konzilsgedächtniskirche Wien, Gruppe Randa Wien 1992
- Heilige sind auch nur Menschen, Langen Müller München 2004, ISBN 3-7844-2955-6
- Engel und wohin sie uns führen : himmlische Wirklichkeiten, Amalthea Wien 2007, ISBN 3-85002-594-2